# Post meridiem
Post meridiem, p.m. eller PM, är latin för 'efter middag' (alltså eftermiddag) och används i vissa språk och länder för att ange att ett klockslag tillhör dygnets andra hälft, från middag till midnatt. Klockan "6 PM" betyder sålunda klockan sex på kvällen (18.00). PM motsvaras på svenska av förkortningen e.m. (eftermiddag).
Motsatsen heter AM (ante meridiem), och är latin för 'före middag' och till exempel om klockan är "6 AM" betyder det att den är sex på morgonen (06.00).